# シーベルト
シーベルト（英: sievert、単位記号:Sv）とは、生体の被曝による生物学的影響の大きさ（線量当量、dose equivalence・等価線量、equivalent dose）の計量単位である。固有の名称と記号を持つSI組立単位の一つである。
一貫性のあるSI組立単位として、J/kgと定義されている。しかし実用上は Sv は大きすぎるため、mSv（、10−3 Sv） やμSv（、10−6 Sv）などが用いられる。

## 定義
線量当量とは、吸収線量（放射線から受けるエネルギー）に線質係数を掛けたものである。
その名称は、放射線防護の研究で功績のあったロルフ・マキシミリアン・シーベルトにちなむ。
日本の計量法では「グレイで表した吸収線量の値に経済産業省令で定める係数を乗じた値が一である線量当量」と定義している。
上記の「経済産業省令で定める係数」は、水中の線衝突阻止能（荷電粒子が水中を進むとき1 マイクロメートル(µm)につき電子との衝突により失う運動エネルギーが、1 キロボルト (kV)の電位を電子が移動するときに必要とするエネルギーの何倍に相当するかを表す。）に基づく線質係数として、1から20の数値を定めている。

### シーベルトとグレイ
ある物質が放射線に照射されたとき、その物質の吸収線量を示す単位がグレイ（記号 Gy。定義 J/kg）である。生体（人体）が受けた放射線の影響は、受けた放射線の種類と対象組織によって異なるため、吸収線量値に、放射線の種類ないし対象組織ごとに定められた修正係数を乗じて線量当量を算出する。
- Sv = 修正係数 × Gy

例えば、等価線量を算出する際には、修正係数として放射線荷重係数が使用される。放射線荷重係数は、放射線の種類によって値が異なり、X線、ガンマ線、ベータ線は1、 陽子線は5、 アルファ線は20、 中性子線はエネルギーにより5から20までの値をとる。これらの係数は無次元量（単位がない）なので、シーベルトはグレイと同じ J/kgでも書ける。

### シーベルトの分量単位
- 1 Sv = 1000 mSv（ミリシーベルト） = 1000000 μSv（マイクロシーベルト）

### シーベルトとレム
国際単位系に切り換わる以前はレム (rem) が使われたが、レムは国際単位系における一貫性がないため、使われなくなった。換算は以下の通りである。
- 1 レム(rem) = 0.01 シーベルト(Sv)[7]

## 線量当量率
単位時間あたりの線量当量を「線量当量率」という。計量法では、物象の状態の量（典型72量）のひとつである（法定計量単位#物象の状態の量、番号72））。国際単位系(SI)における一貫した組立単位は、シーベルト毎秒(Sv/s)である。計量法は、これ以外に、シーベルト毎分(Sv/min)、シーベルト毎時(Sv/h)を規定している。
シーベルトが被曝の総量を表すのに対し、シーベルト毎秒、シーベルト毎分、シーベルト毎時は、被曝の強さを表す。

### シーベルト毎時
シーベルト毎時 (Sv/h) は、1時間あたりの生体への被曝の大きさの単位。1 Sv/hは、1時間につき 1 Svの被曝量を受けることに相当する強さ。
（例）
- 25 μSv/h の被曝を2時間にわたって受けると、被曝の総量は 50 μSv (マイクロシーベルト) = 0.05 mSv = 0.00005 Sv になる。
- 400 mSv/h の被曝を15分間受けると、被曝量は 100 mSv (ミリシーベルト) = 0.1 Sv になる。
- 10 Sv/h の被曝を30分受けると、被曝量は5 Sv = 5000 mSv = 5000000 μSvになる。

## 基準
環境省では、放射性物質汚染対処特措法に基づく汚染状況重点調査地域の指定や、除染実施計画を策定する地域の要件を、毎時0.23 μSv以上（追加被ばく線量年間1 mSv）の地域であるとしている。また、福島第一原発事故の避難基準を年間20ミリシーベルトとしている。
| チェルノブイリ原発事故 | チェルノブイリ原発事故 | 東京電力福島第一原発事故 | 東京電力福島第一原発事故 |
| ---------------------- | ---------------------- | ------------------------ | ------------------------ |
| 1年目                  | 100 mSv                | 1年目〜                  | 20 mSv                   |
| 2年目                  | 30 mSv                 | 1年目〜                  | 20 mSv                   |
| 3・4 年目              | 25 mSv                 | 1年目〜                  | 20 mSv                   |
| 5 年目                 | 20 mSv                 | 1年目〜                  | 20 mSv                   |
| 6 年目～               | 5 mSv                  | 1年目〜                  | 20 mSv                   |

## 放射線防護とシーベルト
人体が放射線にさらされる事を放射線被曝 (ほうしゃせんひばく) といい、人体は全世界で平均すると年間およそ 2.4 mSvの自然放射線にさらされている。放射線は量が多いほど人体に有害であるため、放射性物質を扱う環境にある人は、自分がどの程度の放射線を受けたのかを、常に厳密に管理しなくてはならない。その際に用いられる尺度の一つがシーベルトである。
胃のX線撮影1回分の線量は0.5–4 mSv、X線CTスキャンによる撮像1回分の線量は7–20 mSvである。
2 Svの放射線を全身に浴びると5 %の人が死亡し、4 Sv で50 %、7 Sv で99 %の人が死亡すると言われている。一方で、0.2 Sv以下の被曝では、急性の臨床的症状は認められないとされるが、こちらは長期的な影響について議論があり、また低線量の被曝についても「健康被害が生じた」として訴訟が起きている。
なお、一度に大きな線量を被曝した場合の線量単位にはシーベルトではなくグレイが用いられるが、X線とガンマ線による被曝に関しては数値に違いがない。
短時間・大線量被曝でシーベルトが用いられない理由は線量率効果である。なぜなら単位「シーベルト」に求められる性質のひとつは数値の加算可能性であり、ある時点Aでの被曝と別の時点Bでの被曝の影響を全体として評価する場合に、両者の評価数値を加算したものに意味がなければならないからである。同じ放射線を被曝しても線量率によって影響が異なるのであるから、低線量率被曝の評価数値と高線量率被曝の評価数値は加算できない。シーベルトは低線量率の被曝環境における人体への影響を評価することを目的とした単位である。
これに加えて、シーベルトはグレイに対して放射線種や対象組織による係数（厳密な数値ではない）を乗じて得るものなので、たとえ放射線種がX線やガンマ線であってもグレイと同等の厳密さを持つと考えてはならない。SI組立単位に入ってはいるが、シーベルトはあくまでも管理された環境における人体防護に主眼を置いた放射線管理・放射線防護のための単位であり、社会学的な単位とも言える。

## 符号位置
| 記号 | Unicode | JIS X 0213 | 文字参照          | 名称       |
| ---- | ------- | ---------- | ----------------- | ---------- |
| ㏜   | U+33DC  | -          | &#x33DC; &#13276; | シーベルト |

Unicodeには、シーベルトを表す上記の文字が収録されている。これはCJK互換用文字であり、既存の文字コードに対する後方互換性のために収録されているものであるので、使用は推奨されない。